# Авокадо
Авока́до, або алігаторова груша (Persea americana), — дерево родини лаврових, а також назва плоду цього дерева.

## Назва
Слово авокадо походить через посередництво англ. avocado (раніша форма avogato) від ісп. aguacate. До іспанської воно потрапило з індіанської мови науатль āhuacatl, ава́катль (МФА: [aːˈwakat͡ɬ]), що сягає праацтекського *pa: wa («авокадо»). Це слово могли вживати в значенні «чоловіче яєчко» з причини схожості плодів рослини з цією частиною тіла.
В англійській мові найраніше вживання слова засвідчено 1697 року у формі avogato pear, що пізніше перетворилося на alligator pear («алігаторова груша»). Оскільки в деяких мовах «авокадо» співзвучне з «адвокат», у цих мовах назва плода внаслідок народної етимології зазнала переосмислення й зближення у вимові з назвою відповідної професії (фр. avocat, нід. advocaatpeer, «адвокатова груша», заст. нім. Advogato-Birne, заст. дан. advokat-pære).
Іспанську назву aguacate вживають у центральноамериканських і карибських іспаномовних країнах. У Південній Америці використовують слово palta, «пальта», яке походить з мови кечуа. У португальській мові плід відомий під назвою abacate.

## Різновиди
Мексиканський різновид (Persea americana, variety drymifolia) — дає більш дрібні плоди з тонкими паперовими шкірками, які стають глянцево-зеленими або чорними при дозріванні. Ніжна шкірка чіпляється за м'якоть. М'якоть має високий вміст олії, до 30 %. Листя мають яскраво виражений анісоподібний аромат і улюблені для приготування страв. Дерево більш морозостійке. (Сорт «Mexicola Grande» пережив температуру близько -12 °C  (10 °F) поблизу Сан-Антоніо, штат Техас, США.)
Вест-Індійський різновид (Persea  americana, variety americana) — дає величезні, гладкі, круглі, глянцеві зелені плоди, які мають низький вміст олії і важать до 900 грам. Вони бувають літньо- або осінньостиглими. У них шкірка податлива, незерниста. Листя не ароматні. Вирощується у Флориді, Вест-Індії, на Багамах, Бермудських островах і тропіках Старого Світу.
Гватемальський різвид (Persea  americana, variety guatemalensis) — дає яйцеподібні або грушоподібні, галькові зелені плоди середнього розміру, які при дозріванні стають червонувато-зеленими. Гватемальські авокадо бувають переважно озимого та весняного дозрівання. Шкірка варіюється від тонкої до дуже товстої і буває зернистою або шорсткою. М'якоть багата на смак і відносно висока олійність. Вирощується як у Флориді, так і в Каліфорнії.

## Поширення
Походить із Центральної Америки. Вирощують у тропіках.
Авокадо — це приклад еволюційного анахронізму. Його плоди могли проковтнуть гігантські наземні лінивці еремотерії, що жили в Південній та Північній Америках. Після вимирання еремотерій не залишилось видів, що могли б поширувати насіння — косточки занадто великі, щоб їх можна було проковтнути. Після одомашнювання людиною дерева авокадо вирощуються ручним висаджування косточок.

## Використання

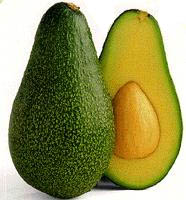
Авокадо

Плоди їстівні, смачні, грушоподібні ягоди, з кісточкою всередині. М'якуш багатий на жири. Часто мажуть на хліб або роблять мексиканську страву гуакамоле (суміш перетертого авокадо, помідорів, перцю), котру використовують як пасту на хліб або для вмочування. Народи Східної Азії споживають плоди як десерт.
Сировина для виготовлення косметичних кремів. Культивувалися з VII–VIII ст. н. е. Колір плодів темно-зелений або темно-брунатний. Довжина — 10–15 см. Середня маса плоду — 300–600 г.

## Харчова цінність
Калорійність — 118 ккал.
У 100 грамах авокадо є:
Вітамін K — 14,6 мг
Харчові волокна — 3,65 мг
Калій — 437,27мг
Солі фолієвої кислоти — 45,19 мг
Вітамін В6 — 0,2 мг
Вітамін C — 5,77 мг
Мідь — 0,19 мг

### Промислове культивування
Авокадо вирощують у багатьох тропічних і субтропічних районах (США, Бразилія, Африка, Ізраїль). Урожай: 150–200 кг плодів із дерева. Існує більше 400 сортів авокадо. У Європі авокадо можна купити протягом усього року, головним постачальником до Європи є Мексика.
| Виробництво авокадо — 2014 | Виробництво авокадо — 2014 |
| Країна                     | Виробництво (млн тонн)     |
| -------------------------- | -------------------------- |
| Мексика                    | 1.52                       |
| Домініканська Республіка   | 0.43                       |
| Перу                       | 0.35                       |
| Індонезія                  | 0.31                       |
| Колумбія                   | 0.29                       |
| Кенія                      | 0.22                       |
| Світ                       | 5.03                       |
| Джерело: FAOSTAT, ООН      |                            |

## У кулінарії

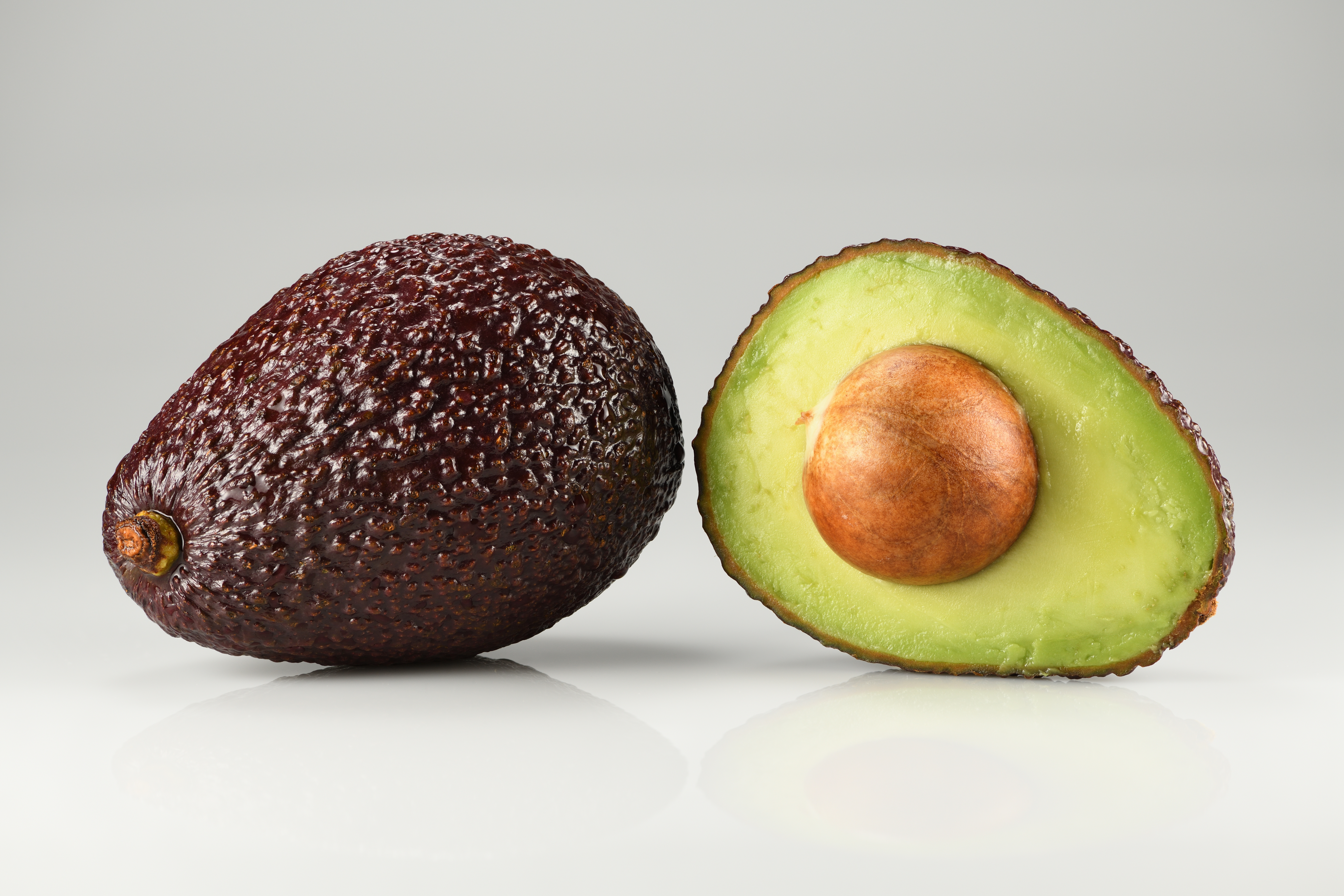
Авокадо

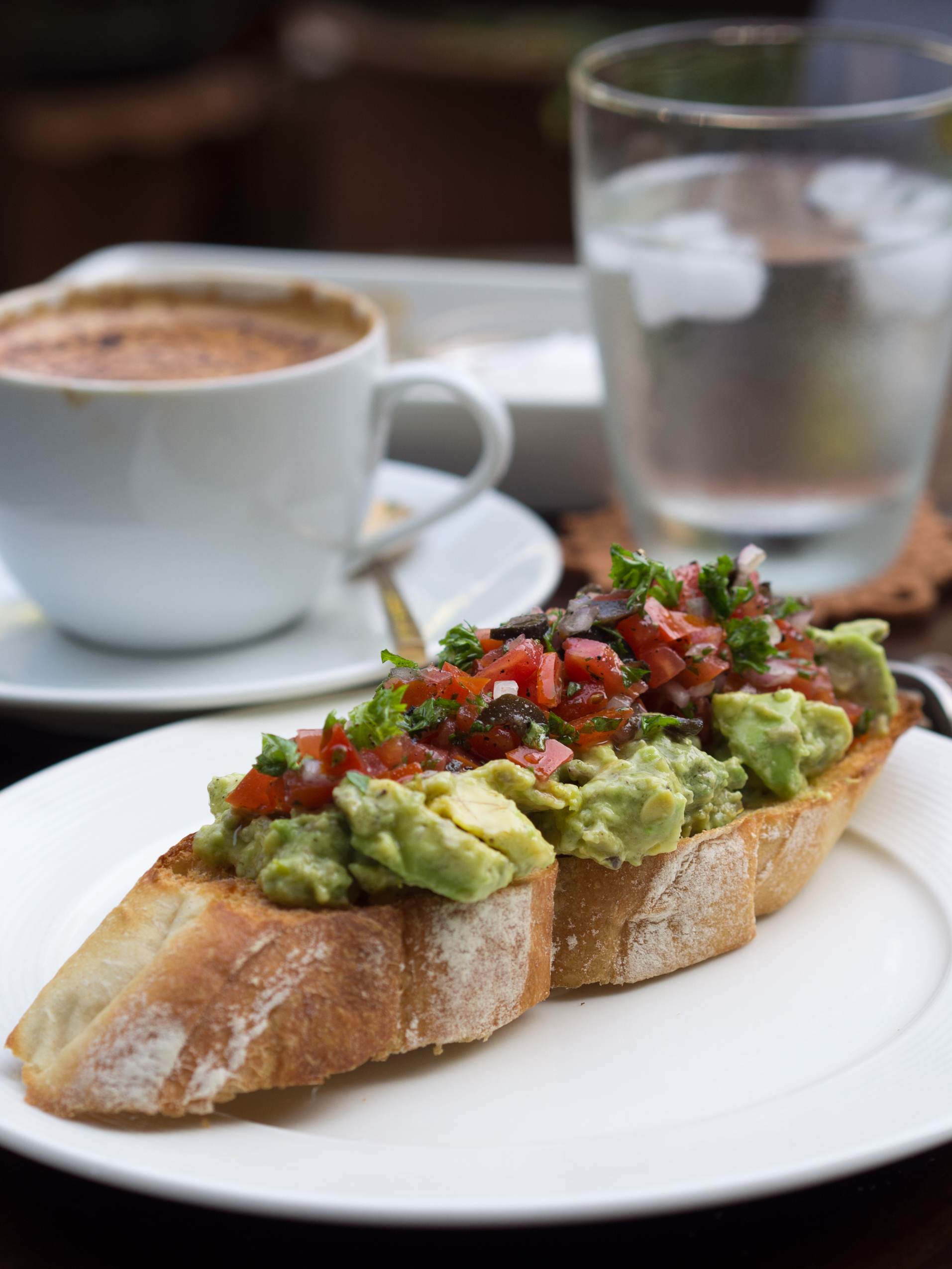
Салат із авокадо, та сальсою із чорної оливи та томатів, на підсмаженому французькому багеті

Плоди авокадо мають значно більший вміст жиру, ніж більшість інших фруктів. Здебільшого це мононенасичені жири. Тож плоди авокадо — важливий елемент харчування людей, що мають обмежену можливість вживати жири із інших продуктів (м'яса та риби з високим вмістом жирів, молочні продукти). Маючи високу температуру появи диму, олія з авокадо є порівняно дорожчою, ніж інші олії для салатів і приготування їжі, і найчастіше використовується для салатів або дипів.
Зрілий авокадо розкривається при ніжному стисканні поміж долонь. М'якоть фрукта схильна до ферментативного потемніння і швидко стає коричнюватою після контакту з повітрям. Аби уникнути цього, після очищення авокадо на нього сприскують сік лайма або лимона.

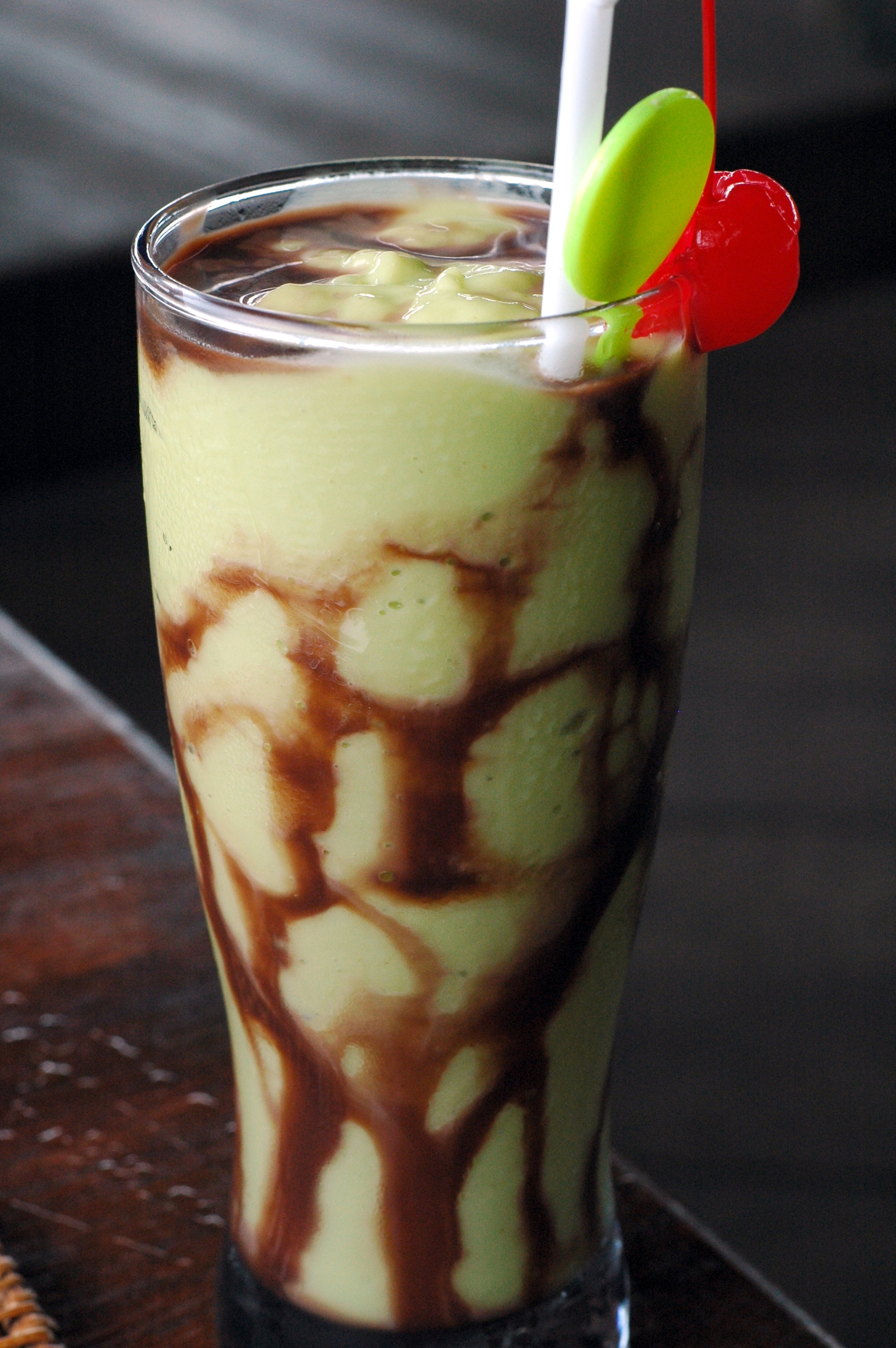
Індонезійський молочний коктейль з авокадо й шоколадним сиропом

Фрукт не солодкий, але має чіткий тонкий аромат. Його використовують як в солодких, так і звичайних стравах, хоча в більшості країнах надають перевагу чомусь одному. Авокадо популярний у вегетаріанській кухні як замінник м'яса у бутербродах та салатах через високий вміст жиру.
Зазвичай авокадо подають сирим, хоча деякі сорти, зокрема загальний сорт «Hass», можна готувати короткий час, і він не стане гірким. Варто бути обережними готуючи невідомі сорти; плоди деяких видів авокадо можуть стати неїстівними у процесі приготування. Для всіх сортів довготривале приготування викликає небажані хімічні реакції.
Авокадо є основною складовою у традиційному мексиканському соусі гуакамоле, а також його часто намазують на тортильї або тости, подають зі спеціями.

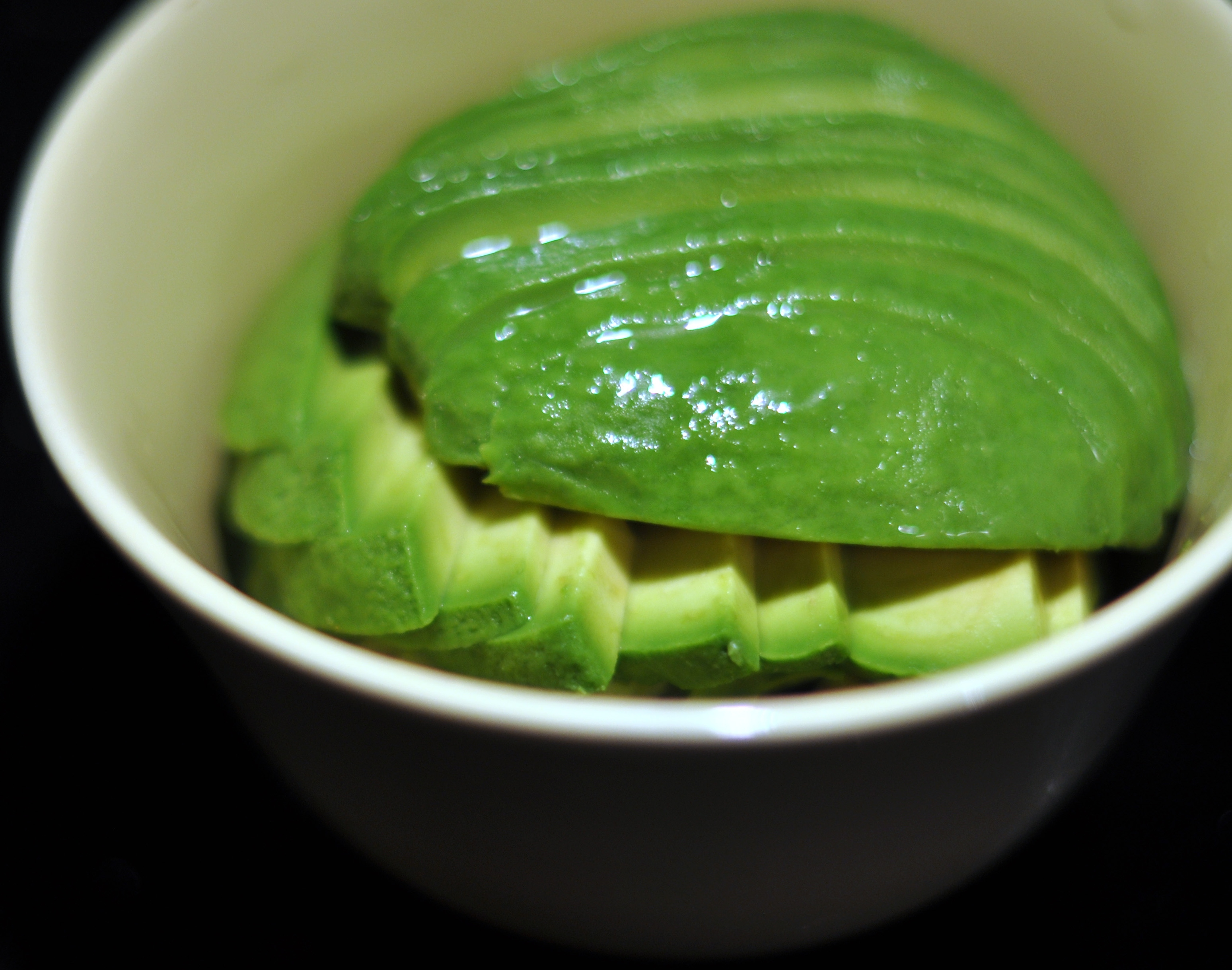
Розрізаний авокадо

На Філіппінах, у Бразилії, Індонезії, В'єтнамі, та Південній Індії (особливо у прибережних районах Керали, Таміл Наду та Карнатаки), авокадо часто використовують у молочних коктейлях та іноді додають у морозиво та інші десерти. У Бразилії, В'єтнамі, Філіппінах та Індонезії виготовляють десертний напій із додаванням цукру, молока або води та авокадо. Іноді також додають шоколадний сироп. У Марокко у схожий охолоджений напій із авокадо і молока додають цукрову пудру та воду із квітів апельсина.
В Ефіопії з авокадо роблять сік і змішують його із цукром та молоком або водою, його зазвичай подають із напоєм Vimto і шматочком лимона. Традиційними також є багатошаровий напій із фруктовими соками у склянці (місцеві називають цей напій спріс) із авокадо, манго, бананів, гуави та папаї. Авокадо також використовують у салатах.
Авокадо в обідніх стравах часто розглядають як щось екзотичне, і в країнах португаломовного світу є відносною новинкою, як, наприклад, у Бразилії, де авокадо традиційно готують із цукром і лаймом та вживають як десерт або закуску. Контрастом для цього є іспаномовні країни, такі як Чилі, Мексика, чи Аргентина, де все навпаки і вживання в солодких стравах є рідкістю.
В Австралії та Новій Зеландії його найчастіше вживають на бутербродах і тостах, у суші або із куркою. У Гані його часто їдять просто порізаним на бутерброд із хлібом. У Шрі-Ланці популярним десертом є добре зріла м'якоть авокадо, перетерта в пюре з цукром і молоком або патокою (сироп, виготовлений з нектару певних пальмових квітів). На Гаїті його часто споживають із касавою або звичайним хлібом на сніданок.
У Мексиці та Центральній Америці авокадо подають із білим рисом, у супах, салатах або на блюді із куркою чи м'ясом. У Перу його їдять із текено як соус, подають як гарнір зі смаженим м'ясом асадо, використовують у салатах і бутербродах або в суцільних стравах з додаванням тунця, креветок чи курки.
У Великій Британії авокадо став відомий і доступний у 1960-х, коли його представила компанія Sainsbury під назвою 'груша авокадо'.

## Поживна цінність
| Авокадо, сирий Харчова цінність в 100 г продукту |          |
| --- | -------- |
| Енергетична цінність 160 ккал / 670 кДж |          |
| \| Вода \| 73.23 g \| \| Білки \| 2 g \| \| Жири \| 14.66 g \| \| насичені \| 2.13 g \| \| мононенасичені \| 9.80 g \| \| поліненасичені \| 1.82 g \| \| Вуглеводи \| 8.53 g \| \| дисахариди \| 0.66 g \| \| \| \| \| Ретинол (віт. A) \| 7 мкг \| \| – β-каротин \| 62 мкг \| \| Тіамін (B1) \| 0.067 мг \| \| Рибофлавін (B2) \| 0.13 мг \| \| Ніацин (B3) \| 1.738 мг \| \| Пантотенова кислота (B5) \| 1.389 мг \| \| Піридоксин (B6) \| 0.257 мг \| \| Фолацин (B9) \| 81 мкг \| \| Аскорбінова кислота (віт. С) \| 10 мг \| \| Токоферол (вітам. E) \| 2.07 мг \| \| Вітамін K \| 21 мкг \| \| \| \| \| Кальцій \| 12 мг \| \| Залізо \| 0.55 мг \| \| Магній \| 29 мг \| \| Фосфор \| 52 мг \| \| Калій \| 485 мг \| \| Натрій \| 7 мг \| \| Цинк \| 0.64 мг \| \| \| \| \| Флуориди \| 7 мкг \| |          |
| Link to USDA Database entry Джерело: USDA Nutrient database |          |
| Вода | 73.23 g  |
| Білки | 2 g      |
| Жири | 14.66 g  |
| насичені | 2.13 g   |
| мононенасичені | 9.80 g   |
| поліненасичені | 1.82 g   |
| Вуглеводи | 8.53 g   |
| дисахариди | 0.66 g   |
| |          |
| Ретинол (віт. A) | 7 мкг    |
| – β-каротин | 62 мкг   |
| Тіамін (B1) | 0.067 мг |
| Рибофлавін (B2) | 0.13 мг  |
| Ніацин (B3) | 1.738 мг |
| Пантотенова кислота (B5) | 1.389 мг |
| Піридоксин (B6) | 0.257 мг |
| Фолацин (B9) | 81 мкг   |
| Аскорбінова кислота (віт. С) | 10 мг    |
| Токоферол (вітам. E) | 2.07 мг  |
| Вітамін K | 21 мкг   |
| |          |
| Кальцій | 12 мг    |
| Залізо | 0.55 мг  |
| Магній | 29 мг    |
| Фосфор | 52 мг    |
| Калій | 485 мг   |
| Натрій | 7 мг     |
| Цинк | 0.64 мг  |
| |          |
| Флуориди | 7 мкг    |

### Поживні речовини та вміст жиру
Типова норма авокадо (на 100 г) є помірно багатою вітамінами групи B і вітаміном K, і багата на вміст вітаміну C, вітаміну E і калію. Авокадо також містить фітостерини і каротиноїди, такі як лютеїн і зеаксантин.
Авокадо містять різноманітні жири.
Деякі факти про жири, що містяться в звичайному авокадо:
- Близько 75 % енергії від споживання авокадо походить від жирів, більша частина з яких (67 % із загальної кількості жиру) це мононенасичені жирні кислоти, такі як олеїнова кислота.[19]
- До інших переважних жирів належить пальмітинова кислота і лінолева кислота.[19]
- Насичені жирні кислоти становлять 14 % від загального відсотка жирів.[19]
- Типовий загальний вміст жирів приблизно такий: 1 % ω-3, 14 % ω-6, 71 % ω-9 (65 % олеїнової і 6 % пальмітолеїнової), і 14 % насичених жирів (пальмітинова кислота).[19]

Хоча вона є дорогою у виробництві, натуральна олія авокадо є багатою на поживні речовини й може мати різне призначення: як для приготування салатів, так і в косметиці та виробництві мила.
У дослідженні, опублікованому в журналі Academy of Nutrition and Dietetics, зазначається: жінки, які регулярно їдять авокадо, менше схильні до розвитку діабету, ніж ті, хто його не їсть. У чоловіків такого зв’язку не виявили.

## Отруйність для тварин
У низці джерел зазначено, що листя дерева авокадо, кора, шкірка або оболонка зернятка є шкідливими для тварин: котів, собак, великої рогатої худоби, кіз, кроликів, щурів, морських свинок, птахів, риби та коней, які можуть постраждати чи загинути від вживання. Фрукт авокадо є отруйним для деяких птахів, а ASPCA приводить відомості про отруйність для коней.
Листя авокадо містить отруйну похідну жирної кислоти, персин, яка може викликати коліки в коней, без лікування яких може настати смерть. Симптоми отруєння такі: подразнення шлунково-кишкового тракту, блювання, діарея, дихальний дистрес, застій, накопичення рідини в тканинах серця і як наслідок — смерть. Птахи також є особливо чутливими до цієї речовини. Торгова марка собачого й котячого корму преміум-класу, AvoDerm, використовує олію і корм, виготовлений із м'якоті авокадо, як основну речовину. Виробник запевняє, що лише листя та шкірка авокадо містять отруйні речовини, і лише в сортах гватемальських авокадо, а сам фрукт вживають собаки в саду, а також дикі тварини, койоти й ведмеді.